# Ruf de Roma
Ruf (Roma?, s. I) és un personatge citat al Nou Testament, deixeble de Pau de Tars. És venerat com a sant a certes divisions de la cristiandat.
Ruf fou deixeble dels apòstols. Va viure a Roma i està vinculat a Pau de Tars, que el saluda, com també a la seva mare. Marc evangelista, diu que era fill de Simó de Cirene, però no se sap si fa referència al mateix Ruf. La tradició ortodoxa el fa, sense fonament històric, bisbe de Tebes (Grècia) i un dels Setanta deixebles, amb el nom de Ruf de Tebes.